# Elmwood Christavia Mk.IV
Pour les articles homonymes, voir Elmwood.
Le Christavia Mk.IV est un avion en kit canadien, conçu par Ron Mason et produit par Elmwood Aviation (en) à Frankford en Ontario (depuis fusionné avec Quinte West) — précédemment à Belleville, également en Ontario —, vendu sous forme de plans pour être construit par des amateurs,. Initialement conçu pour les vols des missionnaires chrétiens en Afrique, son nom signifie littéralement « Christ-in-Aviation ».

## Conception et développement
Conçu pour les opérations des missionnaires chrétiens en Afrique, le Mk.IV est une évolution du Christavia Mk.I, doté d'une plus grande envergure et de deux ièges supplémentaires. L'avion est équipé d'une aile haute à renforts, d'une cabine fermée à quatre places, d'un train d'atterrissage conventionnel fixe et d'un moteur en configuration tractrice.
Le fuselage de l'avion est fait de tubes d'acier 4130 soudés, tandis que l'aile est intégralement en bois, toutes les surfaces étant recouvertes de tissu à usage aéronautique. Les modèles plus récents sont équipés d'un longeron en aluminium. L'aile, d'une envergure de 10,8 m, emploie un profil Mason conçu localement, dispose de volets et possède une surface de 16,47 m2. L'aile est renforcée par des supports en « V » eux-mêmes renforcés par des supports plus petits à mi-longueur. Le moteur standard est un Lycoming O-320 de 150 ch (112 kW),.
Le Christavia Mk.IV a une masse typique à vide de 500 kg et une masse en charge de 1 000 kg, offrant ainsi une charge utile de 500 kg. Avec le plein de carburant (160 litres), la charge utile pour l'équipage, les passagers et les bagages est de 387 kg.
Les plans sont mis à disposition par Aircraft Spruce & Specialty Co (en). Ron Mason a vendu les droits de la série des Christavia à Aircraft Spruce et ne fournit plus les plans, ni le support technique. Le concepteur estime que le temps de construction à partir des plans fournis est de 2 600 heures,.

## Carrière opérationnelle
En 1998, le concepteur a rapporté que 250 exemplaires du Christavia Mk.IV étaient en état de vol.
En mars 2019, huit exemplaires étaient enregistrés au Canada avec Transports Canada, ainsi que cinq exemplaires avec la Federal Aviation Administration (FAA), aux États-Unis.

## Spécifications techniques (Christavia Mk.IV)
Données de AeroCrafter & The Incomplete Guide to Airfoil Usage.
Caractéristiques générales
- Équipage : 1 pilote
- Capacité : 3 passagers
- Longueur : 6,78 m
- Envergure : 7,77 m
- Surface alaire : 16,47 m2
- Profil : conçu par Mason[3]
- Masse à vide : 499 kg
- Masse typique : 998 kg
- Moteur : 1   moteur à 4 cylindres à plat Lycoming O-320 de 150 ch (110 kW)
- Hélices : bipale en bois
- carburant : 160 litres

 Performances 
- Vitesse maximale : 209 km/h
- Vitesse de croisière : 193 km/h
- Vitesse de décrochage : 77 km/h
- Distance franchissable : 644 km
- Plafond : 5 800 m
- Vitesse ascensionnelle : 246 m/min
- Charge alaire : 61 kg/m2
- Rapport poids-puissance : 3,33 kg/ch